# رز زرد (فیلم)
رز زرد یک فیلم ایرانی در ژانر دلهره‌آور به کارگردانی داریوش فرهنگ، نویسندگی علی خودسیانی و تهیه‌کنندگی محمدحسین فرح‌بخش و عبدالله علیخانی است که در سال ۱۳۸۱ منتشر شد. امین حیایی، بهرام رادان، حدیث فولادوند، مرجان محتشم، داریوش فرهنگ، حشمت‌الله آرمیده، مریم نیک‌رفتار و جلیل ملک‌زاده از بازیگران این فیلم هستند.

## خلاصه فیلم
داستان دربارهٔ دو عروس و داماد است که در شب عروسی‌شان سفری را آغاز کرده و در مسیر راه با هم آشنا می‌شوند. در مسیر جاده شمال با مردی تصادف می‌کنند و فکر می‌کنند که مرده است و …

## بازیگران
| بازیگر        | نقش           |
| ------------- | ------------- |
| امین حیایی    | آرش           |
| بهرام رادان   | داوود         |
| حدیث فولادوند | مهشید         |
| مرجان محتشم   | لیلی          |
| داریوش فرهنگ  | قاتل فراری    |
| حشمت آرمیده   | صاحب‌کار داوود |
| مریم نیک‌رفتار |               |
| جلیل ملک‌زاده  |               |